# Teatro di Napoli
Il Teatro di Napoli, noto anche con la precedente denominazione di Teatro Stabile della città di Napoli, è il teatro nazionale di Napoli.

## Storia
Fondato il 13 settembre 2002, ha ottenuto il riconoscimento ministeriale di Teatro Stabile ad iniziativa pubblica il 23 giugno 2005. Dalla stagione 2003-2004 ha sede nel Teatro Mercadante di Napoli. Successivamente è stato integrato alla gestione dello Stabile il Teatro San Ferdinando ed il Ridotto del Mercadante.
Da novembre 2008 al giugno 2010 la presidenza del Teatro stabile di Napoli è stata assegnata all'antropologo Marino Niola. Dal dicembre 2011 al 2016 la presidenza è affidata al professore di economia Adriano Giannola. Dal 2017 è presidente del Teatro Stabile di Napoli - Teatro Nazionale Filippo Patroni Griffi.
Lo Stabile di Napoli è stato riconosciuto Teatro nazionale il 24 febbraio 2015, a seguito della riforma del Ministero dei Beni Culturali.
Nel 2019 viene nominato direttore del Teatro di Napoli Roberto Andò, riconfermato nel 2024.